# Roseane Santos
Roseane Ferreira dos Santos, detta Rosinha (Maceió, 15 ottobre 1971), è un'atleta paralimpica brasiliana.

## Biografia
Santos gareggia nella categoria paralimpica F58 a causa di un'amputazione alla gamba sinistra. Ha preso parte a quattro Paralimpiadi, ma è riuscita a conquistare medaglia soltanto a Sydney 2000, dove vinse due medaglie d'oro nel getto del peso e nel lancio del giavellotto.
Santos ha ottenuto ben nove medaglie in quattro diverse edizioni dei Giochi parapanamericani.

## Palmarès
| Anno | Manifestazione          | Sede              | Evento                 | Risultato | Prestazione | Note |
| ---- | ----------------------- | ----------------- | ---------------------- | --------- | ----------- | ---- |
| 1999 | Giochi parapanamericani | Città del Messico | Getto del peso         | Oro       |             |      |
| 1999 | Giochi parapanamericani | Città del Messico | Lancio del disco       | Oro       |             |      |
| 2000 | Giochi paralimpici      | Sydney            | Getto del peso F58     | Oro       | 9,00 m      |      |
| 2000 | Giochi paralimpici      | Sydney            | Lancio del disco F58   | Oro       | 31,58 m     |      |
| 2003 | Giochi parapanamericani | Mar del Plata     | Getto del peso         | Argento   |             |      |
| 2003 | Giochi parapanamericani | Mar del Plata     | Lancio del disco       | Oro       |             |      |
| 2003 | Giochi parapanamericani | Mar del Plata     | Lancio del giavellotto | Bronzo    |             |      |
| 2007 | Giochi parapanamericani | Rio de Janeiro    | Getto del peso         | Bronzo    |             |      |
| 2007 | Giochi parapanamericani | Rio de Janeiro    | Lancio del disco       | Oro       |             |      |
| 2011 | Giochi parapanamericani | Guadalajara       | Getto del peso         | Bronzo    |             |      |
| 2011 | Giochi parapanamericani | Guadalajara       | Lancio del disco       | Oro       |             |      |